# Формія
Формія (італ. Formia, вен. Formia) — муніципалітет в Італії, у регіоні Лаціо,  провінція Латина.
Формія розташована на відстані близько 120 км на південний схід від Рима, 65 км на схід від Латини.
Населення — 38 264 особи (2014).

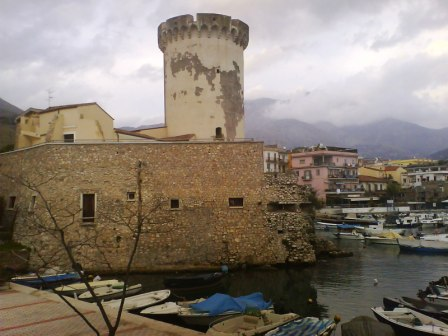

Щорічний фестиваль відбувається 2 червня та 24 червня. Покровитель — Sant'Erasmo.

## Демографія
Населення за роками:

Станом на 1 січня 2023 року в муніципалітеті офіційно проживало 1410 іноземців з 82 країн, серед них 334 громадяни країн Євросоюзу та 170 громадян України.

## Сусідні муніципалітети
- Есперія
- Гаета
- Ітрі
- Мінтурно
- Спіньо-Сатурнія

## Галерея зображень

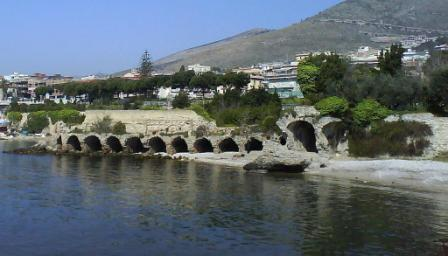
Римські руїни біля прибережної автостради
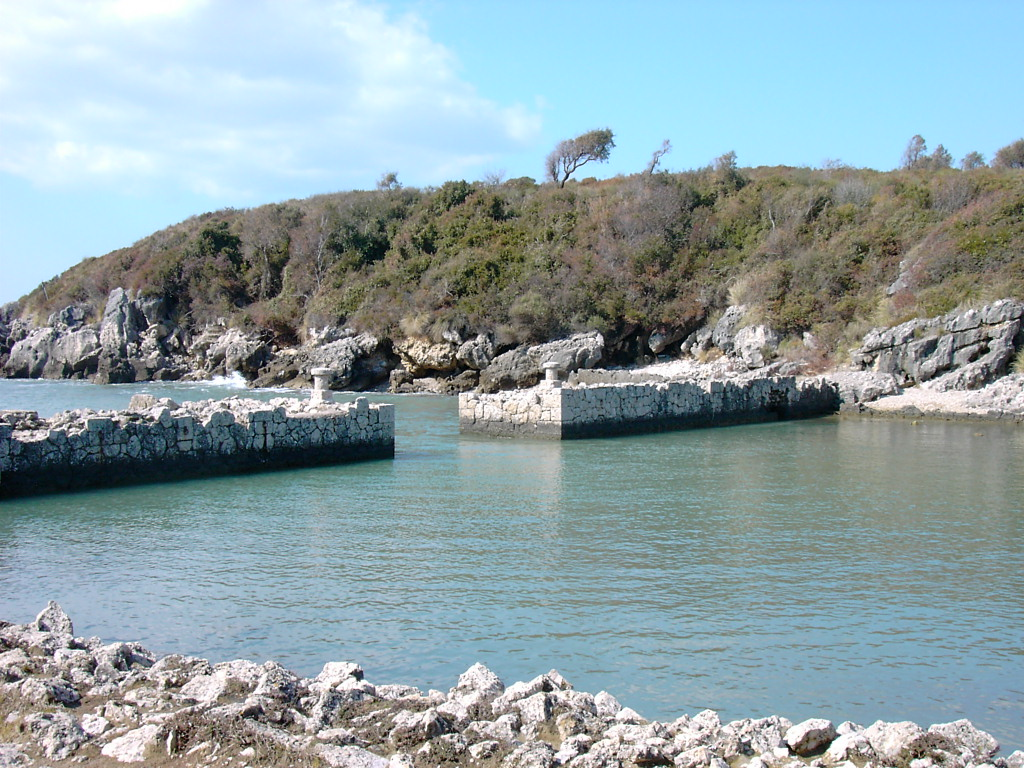
Залишки давнього римського порту
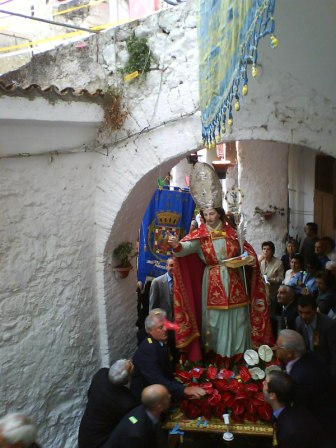
Процесія св. Еразма в римському театрі Формії
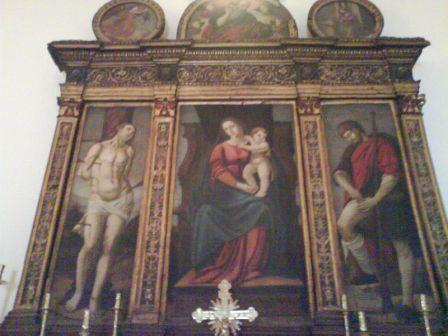
Богородиця з Дитям між св. Рохом і св. Себастіаном. Церква св. Роха в Формії